# Similobates demetororum
Similobates demetororum är en kvalsterart som beskrevs av Sandór Mahunka 1982. Similobates demetororum ingår i släktet Similobates och familjen Scheloribatidae. Inga underarter finns listade i Catalogue of Life.